# La legge del mare
La legge del mare (Fighting Coast Guard) è un film del 1951 diretto da Joseph Kane.
È un film drammatico di guerra statunitense a sfondo propagandistico con Brian Donlevy, Forrest Tucker e Ella Raines. È incentrato sulle vicende della United States Coast Guard statunitense durante la seconda guerra mondiale a seguito dell'attacco di Pearl Harbor.

## Produzione
Il film, diretto da Joseph Kane su una sceneggiatura di Kenneth Gamet con il soggetto di Charles Marquis Warren, fu prodotto da Joseph Kane per la Republic Pictures e girato a San Diego in California.

## Distribuzione
Il film fu distribuito con il titolo Fighting Coast Guard negli Stati Uniti dal 1º giugno 1951 al cinema dalla Republic Pictures.
Alcune delle uscite internazionali sono state:
- in Finlandia il 7 dicembre 1951 (Kansakunnan urhot)
- nelle Filippine il 3 gennaio 1952 (Davao)
- in Svezia il 14 gennaio 1952 (Revansch i stilla havet)
- in Danimarca il 31 marzo 1952 (Kystvagt-patrulje P. 13)
- in Giappone il 29 dicembre 1953
- in Francia (Alerte aux gardes-côtes)
- in Grecia (I aktofylaki en synagermo)
- a Cuba (dalla Tropical Films de Cuba)
- in Canada
- nel Regno Unito (dalla British Lion Film Corporation)
- in Portogallo
- in Italia (La legge del mare)